# Brooke Andersen
Brooke Andersen (* 23. August 1995 in Vista, Kalifornien) ist eine US-amerikanische Hammerwerferin. Sie wurde 2022 Weltmeisterin.

## Sportliche Laufbahn
Mit einer Vorleistung von 57,94 m, die gleichzeitig persönliche Bestleistung, Saisonbestleistung und Qualifikationsweite für die Veranstaltung war, startete Andersen 2014 bei den Juniorenweltmeisterschaften der Leichtathletik. Im Vorkampf konnte sie jedoch diese Leistung nicht bestätigen und schied mit 54,64 m aus. Dies ergab im Endklassement den 21. Rang. Drei Jahre später wurde die gebürtige Kalifornierin Dritte bei den Meisterschaften der nordamerikanischen, zentralamerikanischen und karibischen Leichtathletikverbände und belegte den zweiten Platz bei den nationalen Studentenmeisterschaften, dieses Ergebnis konnte sie in der folgenden Saison bestätigen. Im selben Jahr gewann Brooke Andersen die Silbermedaille bei den Panamerikanischen Spielen in Peru mit 71,07 Metern. Bei den Leichtathletik-Weltmeisterschaften 2019 in Doha reichten 74,37 m in der Qualifikation nicht aus, um den Endkampf zu erreichen. Dies gelang der Athletin aus den Vereinigten Staaten bei den Olympischen Spielen in Tokio, als sie im Vorkampf mit 74 Metern die drittbeste Weite aller teilnehmenden Sportlerinnen erreichte und im Endkampf Zehnte mit 72,15 m wurde.
Ein Jahr später gelang Brooke Andersen ihr bis dahin größter Erfolg. Bei den Weltmeisterschaften in Eugene in ihrem Heimatland reichte ein 74,37 m Wurf im ersten Versuch des Vorkampfes, um sich für das Finale zu qualifizieren. Dort deklassierte sie ihre Konkurrenz mit einem Vorsprung von mehr als drei Metern auf die Zweitplatzierte. Außerdem waren insgesamt drei ihrer Würfe deutlich weiter als die besten Versuche ihrer Konkurrentinnen.

## Persönliches
Scott und Joanne Andersen sind die Eltern und Morgan ist die einzige Schwester der Weltmeisterin. Ihre Schulausbildung absolvierte sie an der Rancho Buena Vista High School in ihrem Geburtsort. Anschließend wechselte sie an die Northern Arizona University. Bei dem Sportteam der Hochschule, den Lumberjacks, spielte sie Fußball und probierte verschiedene Wurfdisziplinen aus. So hält Brooke Andersen immer noch die Allzeitrekorde der Northern Arizona im Weight Throw mit 22,25 m und im Hammerwurf mit 74,19 m. Beide Bestleistungen erreichte die aus dem San Diego County stammende Athletin im Jahr 2018.